# Comcast Arena
La Comcast Arena (originariamente Everett Events Center) è un'arena indoor situata a Everett nello stato di Washington. Ospita le partite dei Washington Stealth della NLL.

## Storia
Nel corso degli anni il palazzetto ha ospitato partite di hockey, basket, lacrosse e arena football, oltre all'evento Skate America 2008. Inoltre diversi artisti si sono esibiti in concerto, tra cui Lynard Skynard, Rod Stewart, Scorpions, Neil Young, ZZ Top e Kiss.